# Bythaelurus immaculatus
Bythaelurus immaculatus е вид хрущялна риба от семейство Scyliorhinidae.

## Разпространение
Видът е разпространен в Китай.